# Mind Games
Mind Games – czwarty solowy album Johna Lennona. Został nagrany w niecały miesiąc i zapoczątkował ponad roczny okres separacji z Yoko Ono.
Album został nagrany bez udziału Yoko i był oddechem Lennona od aktywności politycznej, między innymi dlatego zyskał większą popularność niż jego poprzednia płyta.
Album nie osiągnął szczytów list przebojów, ale trzynaste miejsce w Wielkiej Brytanii i dziewiąte w USA (gdzie płyta otrzymała status złotej), były sporym sukcesem dla opuszczonego przez żonę artysty.
W produkcji płyty nie brał udziału Phil Spector, który do tej pory, wraz z Lennonem i Ono, był współproducentem ich wszystkich nagrań.

## Okoliczności powstania i nagranie
W kilka miesięcy po tym, jak Yoko i John przenieśli się do swojego apartamentowca w Dakota House, postanowili, że rozstaną się na rok i sprawdzą, czy więzi między nimi są na tyle silne, aby to znieść, a potem powrócić do dawnego stanu rzeczy. Wydarzenia te miały miejsce latem roku 1973.
W tym czasie Lennon bardzo szybko napisał i nagrał piosenki, które pojawiły się na Mind Games. Utwory zostały zarejestrowane w nowojorskich studiach nagraniowych Record Plant Studios, przy współudziale producenckim May Pang - asystentki i przyszłej kochanki Lennona w czasie separacji. Do udziału w nagraniach zaproszono młodego gitarzystę Davida Spinozzę, perkusistę sesyjnego Jima Keltnera, oraz Something Different jako chórki.
Po nagraniu albumu Lennon wraz z Pang udali się do Los Angeles, gdzie spędzili następne półtora roku. Wydarzenia te nazwano potem lost weekend. Okładka płyty przedstawia Lennona symbolicznie odchodzącego pustym polem od Yoko, której wizerunek przypominał górę, co miało symbolizować dominację i wpływ jaki miała na Johna.
W 2002 roku Yoko Ono nadzorowała proces remasterowania płyty, do której dodano trzy, wcześniej niepublikowane utwory demo Lennona.

## Reedycje
| Region                   | Rok Wydania          | Wytwórnia płytowa  | Nośnik  | Numer katalogowy |
| ------------------------ | -------------------- | ------------------ | ------- | ---------------- |
| Stany Zjednoczone        | 29 października 1973 | Apple              | LP      | SW-3414          |
| Wielka Brytania · Niemcy | 16 listopada 1973    | Apple              | LP      | PCS 7165         |
| Australia                | 1973                 | Apple              | LP      | PCSO 7165        |
| Argentyna                |                      | Apple              | LP      | 8012             |
| Meksyk                   | 1973                 | EMI                | LP      | SLEM-500         |
| Brazylia                 | 1974                 | Apple              | LP      | SBTL 1028        |
| Jugosławia               |                      | Jugoton            | LP      | LSAP 73034       |
| Japonia                  | 1977                 | Odeon/Toshiba      | LP      | EAS-80706        |
| Wielka Brytania          | 1980                 | Music for Pleasure | LP/CS   | MPF 50509        |
| Stany Zjednoczone        | 1980                 | Capitol            | LP      | SN-16068         |
| Australia                |                      | Axis               | LP      | AX1009           |
| Francja                  |                      | Music for Pleasure | LP      | 2M 026-05.491    |
| Wielka Brytania          | 1987                 | Parlophone         | CD      | CDP 7 46769 2    |
| Japonia                  | 1988                 | EMI                | CD      | CP32-5464        |
| Japonia                  | 14 października 2002 | EMI                | CDX     | TOCP-67075       |
| Europa · Argentyna       | 2002                 | EMI                | CDX     | 542 425          |
| Japonia                  | 2 listopada 2002     | Capitol            | CDX/CSX | 42425            |

## Lista utworów
Wszystkie piosenki napisane przez Johna Lennona, poza zaznaczonymi.
| 1.  | "Mind Games" | 4:13  |
|     | |       |
| 2.  | "Tight A$" | 3:37  |
|     | |       |
| 3.  | "Aisumasen (I'm Sorry)" | 4:44  |
|     | |       |
| 4.  | "One Day (at a Time)" | 3:09  |
|     | |       |
| 5.  | "Bring on the Lucie (Freeda People)" | 4:12  |
|     | |       |
| 6.  | "Nutopian International Anthem" (John Lennon/Yoko Ono) hymn koncepcyjnego państwa Nutopia, utworzonego przez Lennona i Ono, który był 3 sek. symbolicznej ciszy | 0:03  |
|     | |       |
| 7.  | "Intuition" | 3:08  |
|     | |       |
| 8.  | "Out the Blue" | 3:23  |
|     | |       |
| 9.  | "Only People" | 3:23  |
|     | |       |
| 10. | "I Know (I Know)" | 3:49  |
|     | |       |
| 11. | "You Are Here" | 4:08  |
|     | |       |
| 12. | "Meat City" | 2:45  |
|     | |       |
|     | | 40:34 |
|     | |       |